# Estação Retiro (Linha C do Metro de Buenos Aires)
A Estação Retiro é uma das estações do Metro de Buenos Aires, situada em Buenos Aires, seguida da Estação General San Martín. É uma das estações terminais da Linha C.
Foi inaugurada em 06 de fevereiro de 1936. Localiza-se no cruzamento da Avenida Dr. José Ramos Mejía com a Avenida do Libertador. Atende o bairro do Retiro, e faz conexão com a estação homônima da Linha E.
Durante os primeiros governos de Juan Domingo Perón a estação foi chamada de Presidente Perón, como consta em mapas da rede de 1955.
A estação é concorrida por ser um dos terminais da Linha C. Nas proximidades se encontra o terminal de ônibus, a estação Retiro por onde passam os trens suburbanos e os trens de larga distância operados pela Trenes Argentinos, o porto da cidade e a Plaza General San Martín.
Esta estação foi inaugurada em 6 de fevereiro de 1936 e se mantém até a data como ponto final da Linha C assim como a estação Constitución.
O seu nome foi herdado da estação ferroviária Retiro. Esta estação por sua vez, leva este nome posto que nos princípios da ferrovia, esse era o lugar por donde se retiravam as mercadorias que vinham do interior do país com destino ao porto.

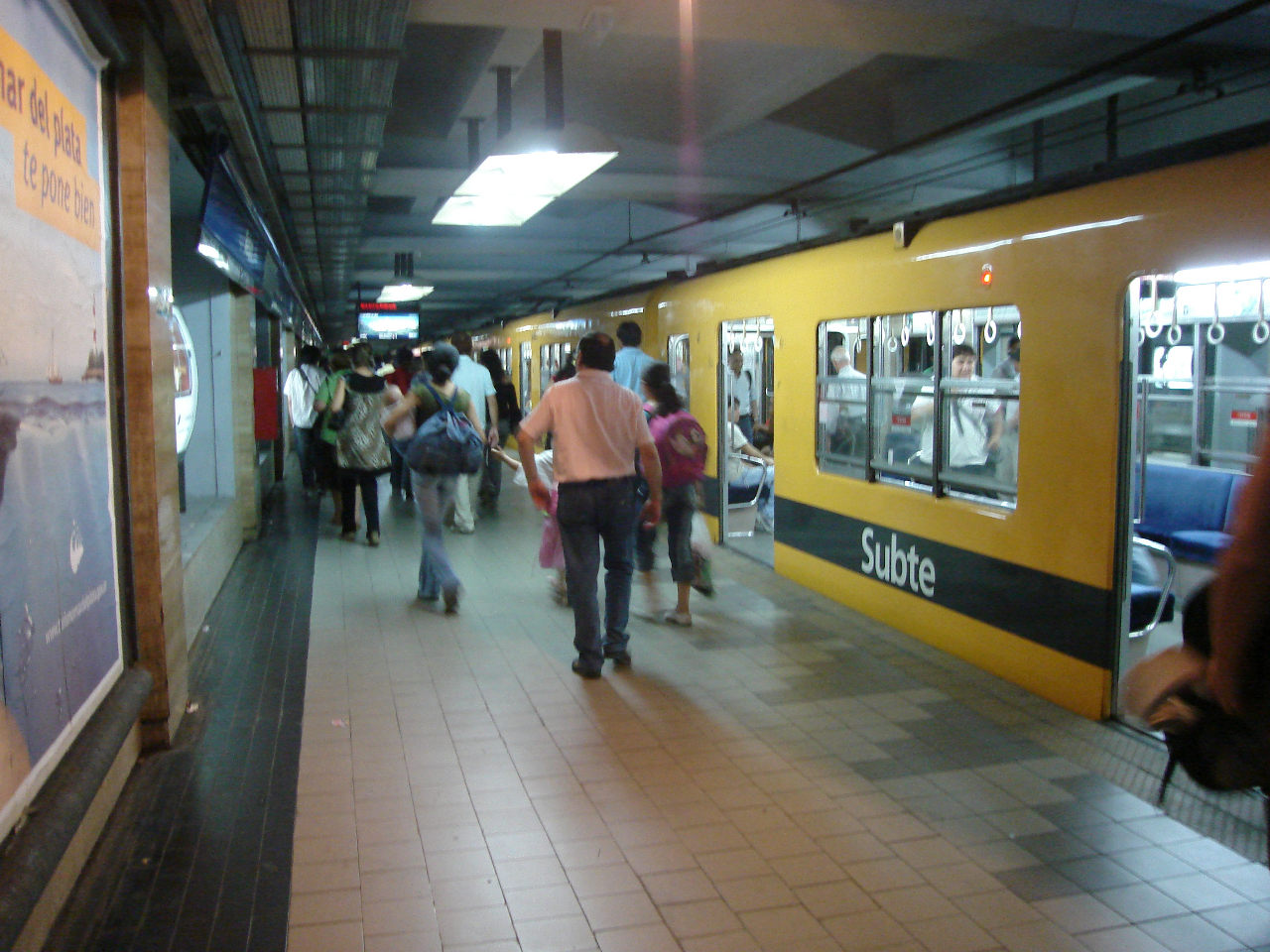
Vista de um das plataformas de descenso
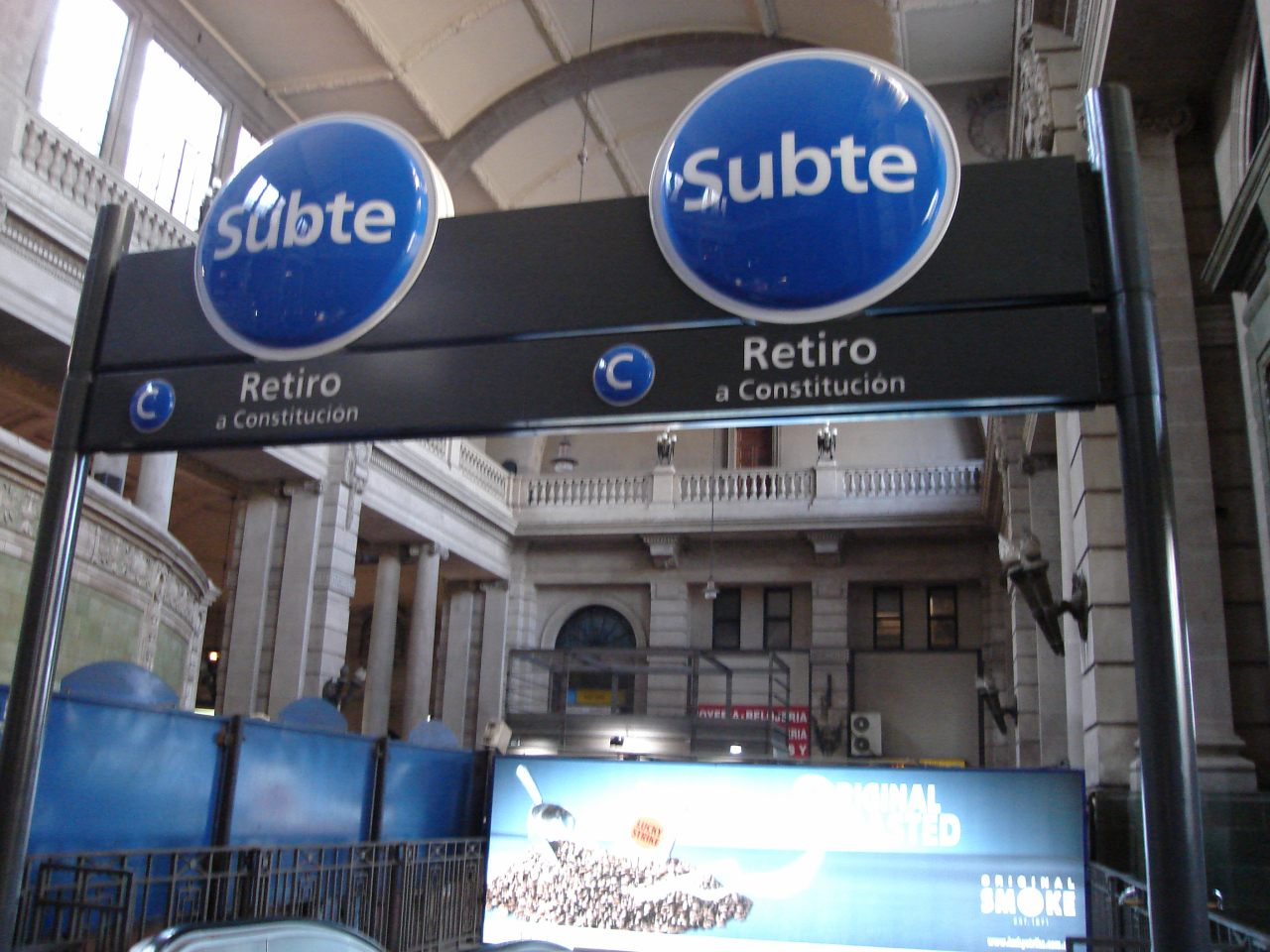
Porta de acesso na área de bilheterias da estação Retiro Mitre
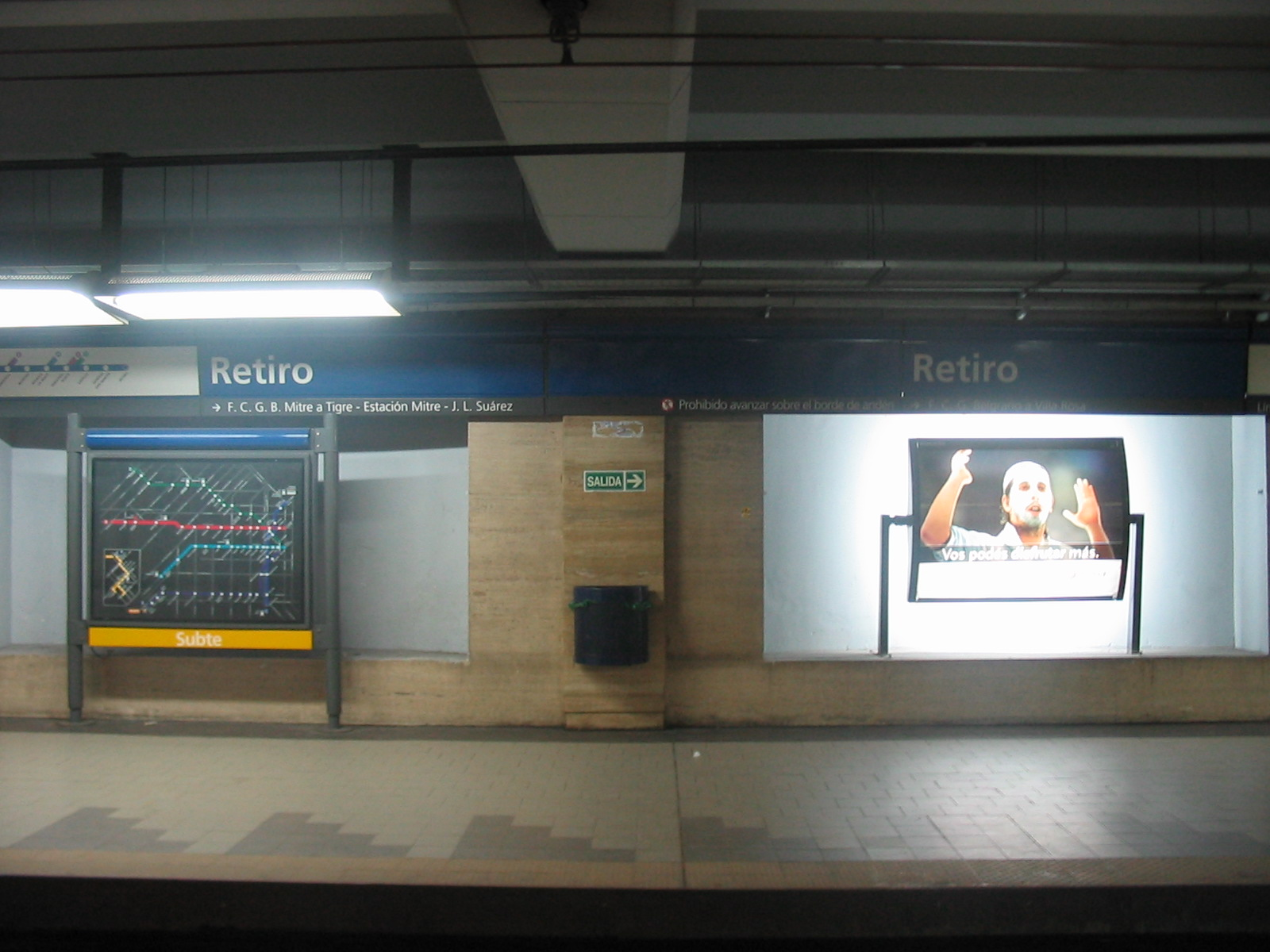
Laterais da estação
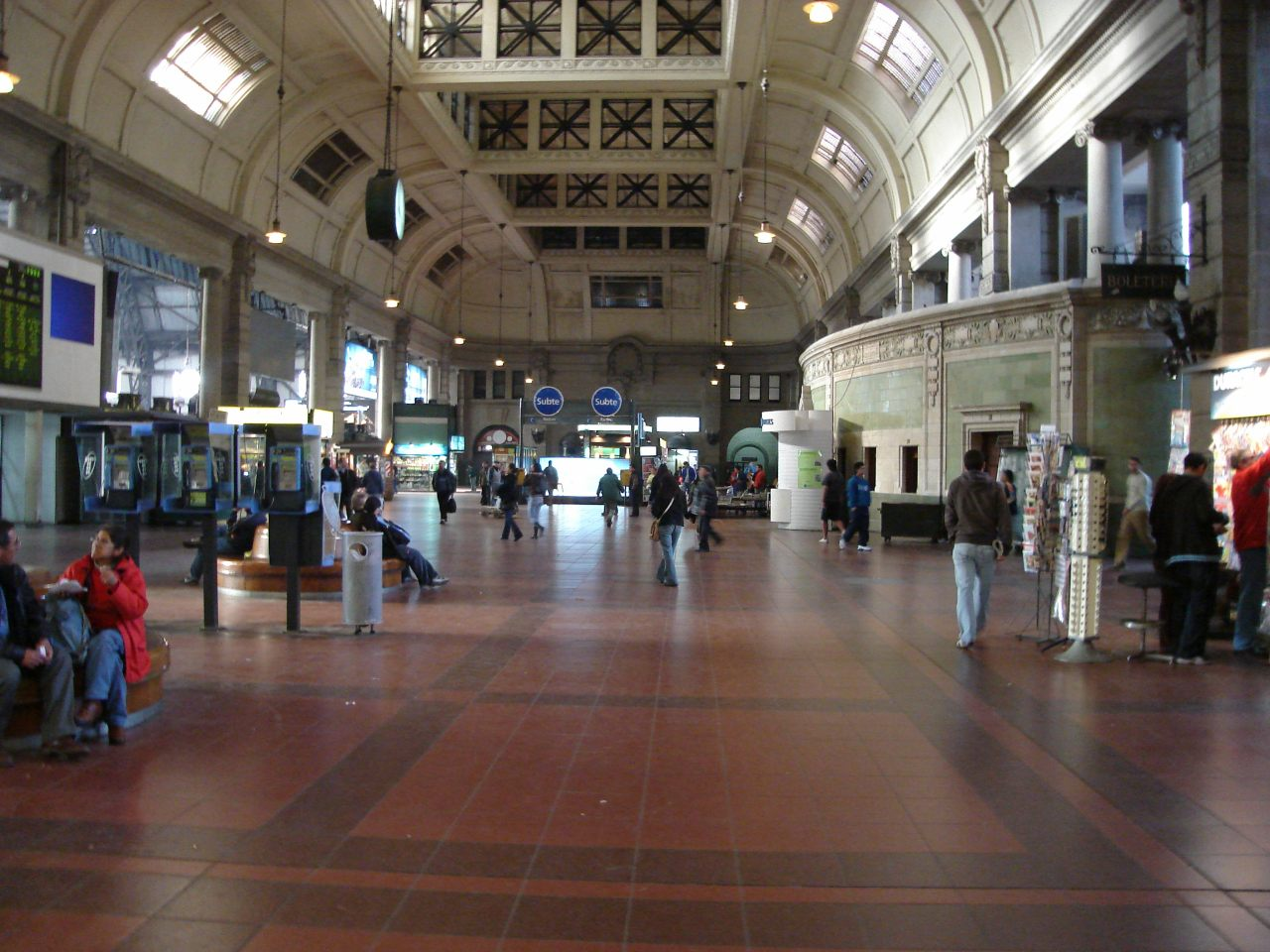
Acesso a estação no vestíbulo da estação ferroviária